# Renaud Barbaras
Renaud Barbaras (París, 1955) és un filòsof francès, graduat de l'Escola Normal Superior de Saint-Cloud. Actualment és catedràtic de filosofia contemporània a la Universitat de París I Panthéon-Sorbonne, les instal·lacions del qual, especialment el departament de filosofia, es troben en les històriques i antigues dependències de la Sorbona.
Barbaras s'interessa principalment per la filosofia contemporània i la fenomenologia, en particular pel pensament d'Edmund Husserl, Michel Henry, Maurice Merleau-Ponty i Jan Patocka. Els seus últims llibres i seminaris, traduïts a diversos idiomes, es dediquen als problemes plantejats pel que ell denomina la "fenomenologia de la vida." 
És considerat actualment com un dels filòsofs vius més importants de França i l'any 2014 va rebre el Gran Premi de Filosofia de part de la prestigiosa Acadèmia Francesa en reconeixement del conjunt de la seva obra.

## Principals publicacions
- De l'être du phénomène. Sur l'ontologie de Merleau-Ponty. Grenoble: J. Millon, «Krisis», 1991.
- La Perception. Essai sur le sensible. París: Hatier, «Optiques, Philosophie», 1994. Rééd. París: Vrin, 2009.
- Merleau-Ponty. París: Ellipses, «Philo-Philosophes», 1997.
- Le tournant de l'expérience. Recherches sur la philosophie de Merleau-Ponty. París: Vrin, «Histoire de la philosophie», 1998.
- Le désir et la distance. Introduction à une phénoménologie de la perception. París: Vrin, «Problèmes et controverses», 1999.
- Vie et intentionnalité. Recherches phénoménologiques. París: Vrin, 2003.
- Introduction à la philosophie de Husserl. Éditions de la Transparence, 2004.
- Le mouvement de l'existence. Études sur la phénoménologie de Jan Patocka. Éditions de la Transparence, 2007.
- Introduction à une phénoménologie de la dv. París: Vrin, 2008.
- L'ouverture du monde : Lecture de Jan Patocka. Editions de la Transparence, 25 d'agost de 2011
- La vie lacunaire. París: Vrin, 19 de setembre de 2011
- Dynamique de la manifestation. París: Vrin, 2013.
- Renaud Barbaras. .  Encuentro. ISBN 978-84-9055-027-4.